# Бірлік (Мугалжарський район)
Бірлі́к (каз. Бірлік) — село у складі Мугалжарського району Актюбінської області Казахстану. Адміністративний центр Кумжарганського сільського округу.
У радянські часи село називалося Нова База.
Населення — 721 особа (2021; 794 у 2009, 1010 у 1999, 1131 у 1989).